# سارة المعتوق
سارة المعتوق (1971 - يونيو 1990)، ممثلة ومغنية كويتية، اشتهرت في ثمانينات القرن العشرين ورحلت بسن مبكرة.

## حياتها
ولدت في الكويت، والدها الفنان مبارك المعتوق وأشقائها أماني، بدرية، عبد الله والممثل جمال المعتوق والذي شارك في أعمال منها مسرحية (للصبر حدود) مع الفنانة مريم الغضبان و مسلسل أبلة منيرة.

## مشوارها المهني
انطلاقتها كانت في العام 1981 من خلال مسلسل أبلة منيرة. مع الفنان خالد النفيسي، وفي العام 1982 شاركت الفنان عبد الكريم عبد القادر وهدى حسين بغناء «قصة بلدنا» وفي غناء (في عرسها الكويت)، في العام 1985 شاركت والدها الفنان «مبارك المعتوق» أداء (بارك الله يا أمير) بعد محاولة اغتيال الأمير جابر الصباح وقد صُورت الأغنية في موقع الحادث.
سجلت مجموعة أغاني للأطفال في مصر ومنها أغنية (أنا عندي أرنبة)، بالإضافة إلى أغنية وطنية بعنوان (كويتنا أحلى بلد).

## أعمالها

### في التمثيل
| سنه الإنتاج | اسم المسلسل | بمشاركة                                                                         |
| ----------- | ----------- | ------------------------------------------------------------------------------- |
| 1981        | أبلة منيرة  | خالد النفيسي، عبد الرحمن العقل، محمد السريع، من مصر منى جبر، هدى حسين، سحر حسين |
| 1982        | نهاية الصمت | خالد النفيسي، عائشة إبراهيم، كاظم القلاف، أسمهان توفيق، باسمة حمادة             |

### في الغناء
- أنا عندي أرنبة
- أمي
- (1982): قصه بلدنا
- (1985): بارك الله الأمير
- (1986): كويتنا أحلى بلد
- (1986): في عرسها الكويت

## وفاتها
توفيت في عام 1990 قبل الغزو العراقي للكويت بشهرين بعد معاناة مع مرض الثلاسيميا، وقد أُشيع أن وفاتها حدثت بسبب خطأ طبي إلا أن عائلتها نفت الأقاويل، كانت وفاتها صدمة لوالدها والذي انقطع فترة طويلة عن الغناء بعد مسيرة إمتدت من الستينات قدم خلالها الكثير من الأعمال. وطلبت من تلفزيون الكويت عدم عرض أعمالها.

## روابط خارجية
- سارة المعتوق على موقع قاعدة بيانات الأفلام العربية